# Horm
Horm is een plaats in de Duitse gemeente Hürtgenwald, deelstaat Noordrijn-Westfalen, en telt 235 inwoners (31 maart 2021).
Het dorp werd, evenals de andere plaatsen in de gemeente Hürtgenwald, verwoest tijdens de Tweede Wereldoorlog. In september-december 1944 werd ten westen van het dorp de Slag om het Hürtgenwald uitgevochten.
In het verleden (1948-1968) werd dicht bij Horm het metaal lood in dagbouw gewonnen Het metaalgehalte van het erts was laag. De kuil diende, toen de mijn was uitgeput, als gemeentelijke vuilstortplaats. Nog steeds is op het hier gelegen gemeentelijke industrieterrein, ten oosten van het dorpje, een afvalrecyclingbedrijf gevestigd.

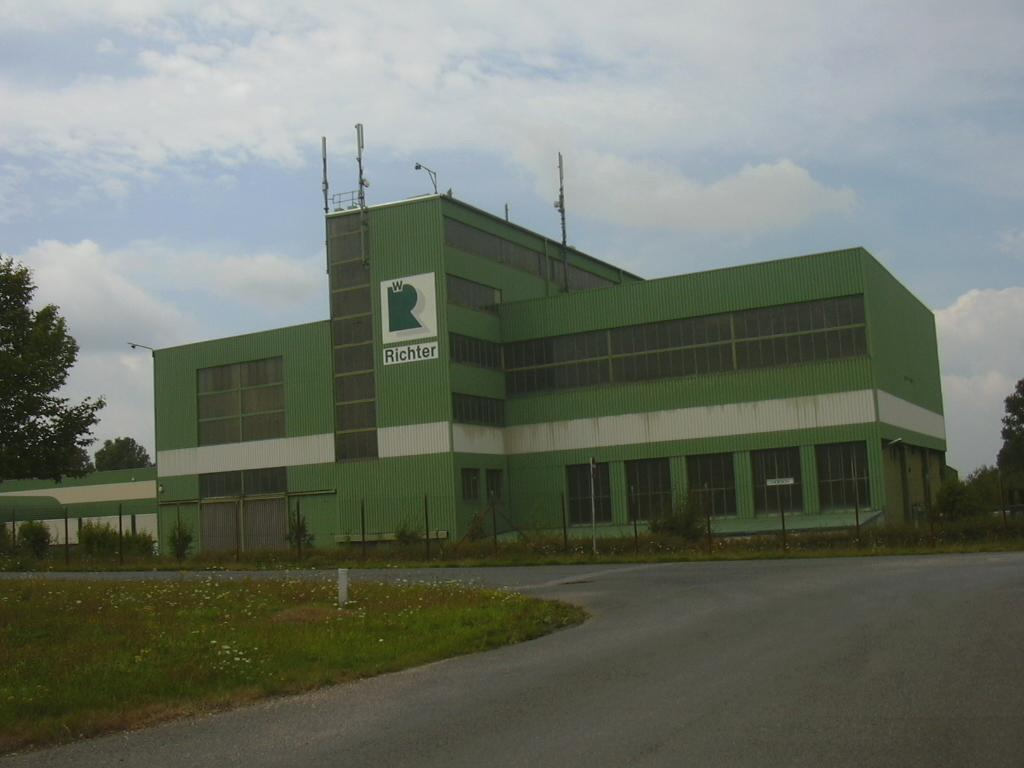
Bedrijfspand te Horm, voorheen van de loodmijn